# Bad Reputation (canção)
"Bad Reputation" é um single de Joan Jett, lançado em 1981.

## Versão de Avril Lavigne
A versão cantada pela Avril Lavigne foi lançada em seu álbum de estúdio Goodbye Lullaby na versão deluxe em 2011. Além de estar presente em seu repertório de vários shows.